# Porphyrinia caduca
Porphyrinia caduca är en fjärilsart som beskrevs av Hugo Theodor Christoph 1893. Porphyrinia caduca ingår i släktet Porphyrinia och familjen nattflyn. Inga underarter finns listade i Catalogue of Life.